# Viewpoint
Viewpoint es un videojuego publicado en 1992 por la empresa Sammy para el sistema arcade Neo Geo.

## Curiosidades
- Este fue el primer y único juego hecho por Sammy para el Neo Geo.
- Pony Canyon y Scitron lanzaron un disco con la banda sonora de este videojuego (Viewpoint - PCCB-00112) en 1993.
- Viewpoint fue uno de los pocos shoot'em up que usó una perspectiva isométrica, una característica distintiva que le dio un aspecto "futurista" en comparación con otros juegos de su época.
- El juego era conocido por su alta dificultad, un desafío que lo hacía atractivo para los jugadores más experimentados.[1]
- El éxito de Viewpoint ayudó a establecer a Aicom/Yumekobo como un referente importante en la plataforma Neo Geo.[2]

## Versiones hogareñas

### Consolas
- Sega Mega Drive (1994)
- SNK Neo-Geo CD (1995)
- Sony PlayStation (1995)
- Sega Saturn (1996)

### Computadoras
- Sharp X68000 (1995)
- FM Towns PC